# Lasioglossum leucocomum
Lasioglossum leucocomum är en biart som först beskrevs av John Harvey Lovell 1905. Den ingår i släktet smalbin, och familjen vägbin. Arten förekommer i östra Nordamerika.

## Beskrivning
Endast honan har beskrivits. Huvudet och mellankroppen är ljusgröna till gyllengröna. Clypeus är svartbrun på den övre delen, och partiet över clypeus och käkarna är bronsfärgat. Antennerna är mörkbruna, benen är bruna och vingarna är halvgenomskinliga med gulbruna ribbor och gulbruna, ibland halvgenomskinliga vingfästen.På bakkroppen är tergiterna guldgröna och sterniterna bruna, båda med bakkanterna halvgenomskinligt ljusgula. Behåringen är vitaktig och tämligen tät. Kroppslängden är 5,1 till 5,8 mm.

## Utbredning
Arten är vanligt förekommande från de amerikanska delstaterna Michigan och nordligaste Indiana, över de sydliga delarna av Ontario och Quebec i Kanada till Nova Scotia i nordost, och söderöver via New York och östra Pennsylvania till Appalacherna i North Carolina.

## Ekologi
Lasioglossum leucocomum är polylektisk, den hämtar nektar och pollen från flera familjer av blommande växter, för denna art åtminstone 17 stycken, exempelvis korgblommiga växter, korsblommiga växter, ärtväxter och rosväxter. Arten är ettårigt eusocial, den är samhällsbildande med arbetare som hjälper den samhällsgrundade honan/drottningen att ta hand om avkomman. Bona konstrueras på marken.

## Taxonomi
Arten har tidigare betraktats som en synonym till antingen Lasioglossum pilosum eller Lasioglossum otsegoense.